# Santa Cruz de Quelitán
Santa Cruz de Quelitán är en ort i Mexiko.   Den ligger i kommunen Puerto Vallarta och delstaten Jalisco, i den centrala delen av landet, 600 km väster om huvudstaden Mexico City. Santa Cruz de Quelitán ligger 164 meter över havet och antalet invånare är 150.
Terrängen runt Santa Cruz de Quelitán är kuperad åt sydost, men åt nordväst är den platt. Runt Santa Cruz de Quelitán är det tätbefolkat, med 257 invånare per kvadratkilometer. Närmaste större samhälle är Ixtapa, 11,9 km väster om Santa Cruz de Quelitán. I omgivningarna runt Santa Cruz de Quelitán växer i huvudsak lövfällande lövskog.